# Grand Prix de Futsal de 2013
O Grand Prix de Futsal de 2013 foi disputado em Maringá entre 22 e 27 de outubro. Foi a oitava edição do evento organizado pela Federação Internacional de Futebol (FIFA).
Sediada no Ginásio Chico Neto, em Maringá, a competição terá Brasil, Argentina, Irã e Japão no grupo A, enquanto Rússia, Sérvia, Paraguai e Guatemala compõem o grupo B.

## Sede
A cidade de Maringá foi eleita pela Confederação Brasileira de Futebol de Salão (CBFS) para sediar o Grand Prix de Futsal de 2013. A escolha se deu, segundo a entidade, pelo fato de o Ginásio Chico Neto ser considerado um dos melhores do país e também pela participação destacada do público nos jogos do Oppnus / Maringá na Liga Futsal.

### Ginásios
| Arena      | Ginásio Chico Neto |
| ---------- | ------------------ |
| Cidade     | Maringá            |
| Capacidade | 4.500              |

## Participantes
As oito equipes abaixo foram selecionadas de acordo com o seus desempenhos na Copa do Mundo de Futsal de 2012.
| AFC (2) - Irã - Japão CONCACAF (1) - Guatemala | CONMEBOL (3) - Argentina - Brasil - Paraguai UEFA (2) - Rússia - Sérvia |

## Primeira fase
|  | Equipes classificadas às semi-final |
|  | Equipes eliminadas                  |

### Grupo A
| #  | Seleção   | Pts | J | V | E | D | GP | GC | SG |
| -- | --------- | --- | - | - | - | - | -- | -- | -- |
| 1º | Brasil    | 9   | 3 | 3 | 0 | 0 | 25 | 5  | 20 |
| 2º | Irã       | 4   | 3 | 1 | 1 | 1 | 7  | 10 | -3 |
| 3º | Argentina | 4   | 3 | 1 | 1 | 1 | 5  | 14 | -9 |
| 4º | Japão     | 0   | 3 | 0 | 0 | 3 | 4  | 12 | -8 |

| 22 de outubro de 2013 | Brasil | 7 - 2 | Japão | Ginásio Chico Neto, Maringá |
| 18:45                 |        |       |       |                             |

| 22 de outubro de 2013 | Argentina | 2 - 2 | Irã | Ginásio Chico Neto, Maringá |
| 20:45                 |           |       |     |                             |

| 23 de outubro de 2013 | Brasil | 11 - 1 | Argentina | Ginásio Chico Neto, Maringá |
| 19:00                 |        |        |           |                             |

| 23 de outubro de 2013 | Irã | 3 - 1 | Japão | Ginásio Chico Neto, Maringá |
| 21:00                 |     |       |       |                             |

| 24 de outubro de 2013 | Brasil | 7 - 2 | Irã | Ginásio Chico Neto, Maringá |
| 18:15                 |        |       |     |                             |

| 24 de outubro de 2013 | Japão | 1 - 2 | Argentina | Ginásio Chico Neto, Maringá |
| 21:00                 |       |       |           |                             |

### Grupo B
| #  | Seleção   | Pts | J | V | E | D | GP | GC | SG |
| -- | --------- | --- | - | - | - | - | -- | -- | -- |
| 1º | Rússia    | 9   | 3 | 3 | 0 | 0 | 15 | 3  | 12 |
| 2º | Paraguai  | 6   | 3 | 2 | 0 | 1 | 7  | 8  | -1 |
| 3º | Guatemala | 3   | 3 | 1 | 0 | 2 | 7  | 13 | -6 |
| 4º | Sérvia    | 0   | 3 | 0 | 0 | 3 | 8  | 13 | -5 |

| 22 de outubro de 2013 | Rússia | 4 - 0 | Guatemala | Ginásio Chico Neto, Maringá |
| 14:15                 |        |       |           |                             |

| 22 de outubro de 2013 | Paraguai | 2 - 1 | Sérvia | Ginásio Chico Neto, Maringá |
| 16:30                 |          |       |        |                             |

| 23 de outubro de 2013 | Sérvia | 4 - 7 | Guatemala | Ginásio Chico Neto, Maringá |
| 14:45                 |        |       |           |                             |

| 23 de outubro de 2013 | Rússia | 7 - 0 | Paraguai | Ginásio Chico Neto, Maringá |
| 17:00                 |        |       |          |                             |

| 24 de outubro de 2013 | Paraguai | 5 - 0 | Guatemala | Ginásio Chico Neto, Maringá |
| 13:45                 |          |       |           |                             |

| 24 de outubro de 2013 | Rússia | 4 - 3 | Sérvia | Ginásio Chico Neto, Maringá |
| 16:00                 |        |       |        |                             |

## Fase Final
|  | Semi-final | Semi-final |       |          | Final    | Final |  |
|  |            |            |       |          |          |       |  |
|  |            |            |       |          |          |       |  |
|  | Brasil     | 3          |       |          |          |       |  |
|  | Paraguai   | 0          |       |          |          |       |  |
|  |            |            |       |          |          |       |  |
|  |            |            |       |          |          |       |  |
|  |            |            |       |          | Brasil   | 3 (4) |  |
|  |            | Rússia     | 3 (2) |          |          |       |  |
|  |            |            |       |          |          |       |  |
|  |            |            |       |          |          |       |  |
|  |            |            |       |          | 3º lugar |       |  |
|  |            |            |       |          |          |       |  |
|  | Rússia     | 4          |       | Paraguai | 2        |       |  |
|  | Irã        | 2          |       |          | Irã      | 6     |  |

### Quinto lugar
| 25 de outubro de 2013 | Argentina | 2 - 1 | Guatemala | Ginásio Chico Neto, Maringá |
| 18:30                 |           |       |           |                             |

### Sétimo lugar
| 25 de outubro de 2013 | Japão | 4 - 7 | Sérvia | Ginásio Chico Neto, Maringá |
| 20:30                 |       |       |        |                             |

### Semi-final
| 26 de outubro de 2013 | Rússia | 4 - 2 | Irã | Ginásio Chico Neto, Maringá |
| 11:00                 |        |       |     |                             |

| 26 de outubro de 2013 | Brasil | 3 - 0 | Paraguai | Ginásio Chico Neto, Maringá |
| 13:00                 |        |       |          |                             |

### Terceiro Lugar
| 27 de outubro de 2013 | Paraguai | 2 - 6 | Irã | Ginásio Chico Neto, Maringá |
| 07:00                 |          |       |     |                             |

### Final
| 27 de outubro de 2013 | Brasil | 3 - 3 (pro) | Rússia | Ginásio Chico Neto, Maringá |
| 10:00                 |        |             |        |                             |

|  |       | Penalidades |
|  | 4 – 2 |             |

## Classificação final
| Posição | Seleção   |
| ------- | --------- |
| 1       | Brasil    |
| 2       | Rússia    |
| 3       | Irã       |
| 4       | Paraguai  |
| 5       | Argentina |
| 6       | Guatemala |
| 7       | Sérvia    |
| 8       | Japão     |

## Premiação
| Gran Prix de Futsal de 2013 |
| --------------------------- |
| Brasil Campeão (7° título)  |